# Croix-en-Ternois
Croix-en-Ternois település Franciaországban, Pas-de-Calais megyében. Lakosainak száma 332 fő (2022. január 1.). Croix-en-Ternois Hernicourt, Siracourt, Pierremont, Ramecourt, Beauvois és Gauchin-Verloingt községekkel határos.

## Népesség
A település népességének változása:
| Lakosok száma | 325  | 325  | 327  | 322  | 327  | 330  | 330  | 331  | 332  |
|               | 2013 | 2015 | 2016 | 2017 | 2018 | 2019 | 2020 | 2021 | 2022 |